# جایزه پرل مایستر گرینگارد
جایزه پرل مایستر گرینگارد (انگلیسی: Pearl Meister Greengard Prize) جایزه‌ای است که از سال ۲۰۰۴ میلادی توسط دانشگاه راکفلر به بانوان زیست‌شناس اهدا می‌شود.
بنیان‌گذار این جایزه پال گرینگارد و همسرش اورزولا فون رایدینگسوارد بودند که آنرا جهت گرامیداشت مادرِ پال گرینگارد، «پرل مایستر گرینگارد» که هنگام بدنیا آوردن او درگذشته بود، بدین نام نامگذاری کردند.
مبلغ این جایزهٔ $۱۰۰٬۰۰۰ دلار آمریکاست (پیش‌تر $۵۰٬۰۰۰ بود) که به زنان زیست‌شناس برجسته اختصاص دارد چرا که پال گرینگارد معتقد بود «بانوان هنوز، جوایز و افتخاراتی متناسب با دستاوردهایشان نمی‌گیرند».
دو تن از دریافت‌کنندگان این جایزهٔ کارول گریدر و الیزابت بلک‌برن بعدها موفق به دریافت جایزه نوبل فیزیولوژی و پزشکی شدند.